# Tim Pawsat
Tim Pawsat (* 10. Dezember 1963 in Long Beach, Kalifornien) ist ein ehemaliger US-amerikanischer Tennisspieler.

## Leben
Pawsat studierte an der University of Southern California und wurde viermal in die Bestenauswahl All-American gewählt. Nachdem er 1986 zusammen mit Rick Leach die Doppel-Meisterschaft der NCAA gewonnen hatte, wurde er Tennisprofi. Im darauf folgenden Jahr gewann er in Stuttgart an der Seite von Rick Leach seinen ersten Doppeltitel auf der ATP World Tour. Beide standen zudem im Finale der Queen’s Club Championships. Insgesamt gewann er im Laufe seiner Karriere fünf ATP-Doppeltitel. Weitere dreimal stand er in einem Doppelfinale.
Seine größten Erfolge im Herreneinzel hatte er 1988 mit zwei Finalteilnahmen bei Challenger-Turnieren. In Nagoya unterlag er Andrew Castle, in Aptos gegen Brad Pearce. Seine höchste Notierung in der Tennis-Weltrangliste erreichte er in diesem Jahr mit Position 223 im Einzel sowie 1990 mit Position 21 im Doppel.
Pawsat konnte sich nie für die Einzelkonkurrenz eines Grand-Slam-Turniers qualifizieren. In der Doppelkonkurrenz stand er im Achtelfinale der Australian Open und zweimal im Achtelfinale der French Open.

## Erfolge
| Legende                       |
| Grand Slam                    |
| Tennis Masters Cup            |
| ATP Masters Series            |
| ATP International Series Gold |
| ATP International Series (5)  |
| ATP Challenger Tour (3)       |

### Doppel

#### Turniersiege

##### ATP Tour
| Nr. | Datum              | Turnier     | Belag     | Partner      | Finalgegner                    | Ergebnis      |
| --- | ------------------ | ----------- | --------- | ------------ | ------------------------------ | ------------- |
| 1.  | 19. Juli 1987      | Stuttgart   | Sand      | Rick Leach   | Mikael Pernfors Magnus Tideman | 6:3, 6:4      |
| 2.  | 10. Januar 1988    | Auckland    | Hartplatz | Marty Davis  | Sammy Giammalva Jim Grabb      | 6:3, 3:6, 6:4 |
| 3.  | 13. August 1989    | Livingston  | Hartplatz | Tim Wilkison | Kelly Evernden Sammy Giammalva | 7:5, 6:3      |
| 4.  | 24. September 1989 | Los Angeles | Hartplatz | Marty Davis  | John Fitzgerald Anders Järryd  | 7:5, 7:6      |
| 5.  | 8. Oktober 1989    | Orlando     | Hard      | Scott Davis  | Ken Flach Robert Seguso        | 7:5, 5:7, 6:4 |

##### Challenger Tour
| Nr. | Datum            | Turnier       | Belag     | Partner      | Finalgegner                   | Ergebnis      |
| --- | ---------------- | ------------- | --------- | ------------ | ----------------------------- | ------------- |
| 1.  | 8. Februar 1987  | Enugu         | Hartplatz | Jorge Lozano | Jeremy Bates Stanislav Birner | 6:1, 1:6, 6:2 |
| 2.  | 30. Oktober 1988 | Singapur      | Rasen     | Brad Pearce  | Zeeshan Ali Mark Ferreira     | 3:6, 6:4, 6:3 |
| 3.  | 6. November 1988 | Nugra Santana | Hartplatz | Brad Pearce  | Steve DeVries John Sobel      | 6:3, 6:3      |

#### Finalteilnahmen
| Nr. | Datum         | Turnier          | Belag | Partner       | Finalgegner                  | Ergebnis      |
| --- | ------------- | ---------------- | ----- | ------------- | ---------------------------- | ------------- |
| 1.  | 15. Juni 1987 | Queen’s Club (1) | Rasen | Rick Leach    | Guy Forget Yannick Noah      | 4:6, 4:6      |
| 2.  | 19. Juni 1988 | Bristol          | Rasen | Marty Davis   | Peter Doohan Laurie Warder   | 6:2, 4:6, 5:7 |
| 3.  | 18. Juni 1989 | Queen’s Club (2) | Rasen | Laurie Warder | Darren Cahill Mark Kratzmann | 6:7, 3:6      |